# Maria Innocentia Hummel
 (septembre 2022).
Si vous disposez d'ouvrages ou d'articles de référence ou si vous connaissez des sites web de qualité traitant du thème abordé ici, merci de compléter l'article en donnant les références utiles à sa vérifiabilité et en les liant à la section « Notes et références ».
Sœur Maria Innocentia Hummel O.F.S. est une sœur franciscaine et artiste allemande, principalement connue pour ses peintures qui servirent de base aux figurines Hummel.

## Biographie
Elle s'intéresse à la spiritualité en partie grâce au livre Le petit mystère du père Cassian Karg.

## Galerie

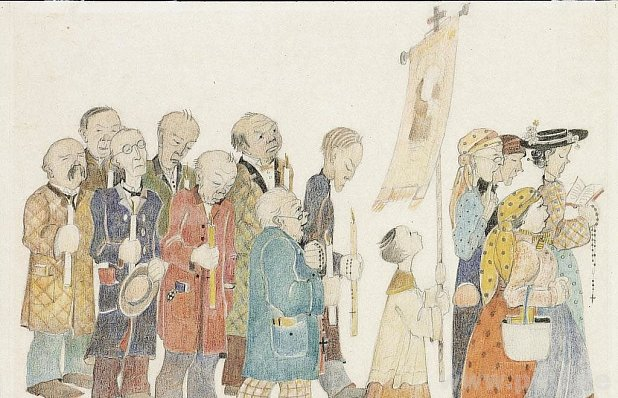
Procession de la Fête-Dieu
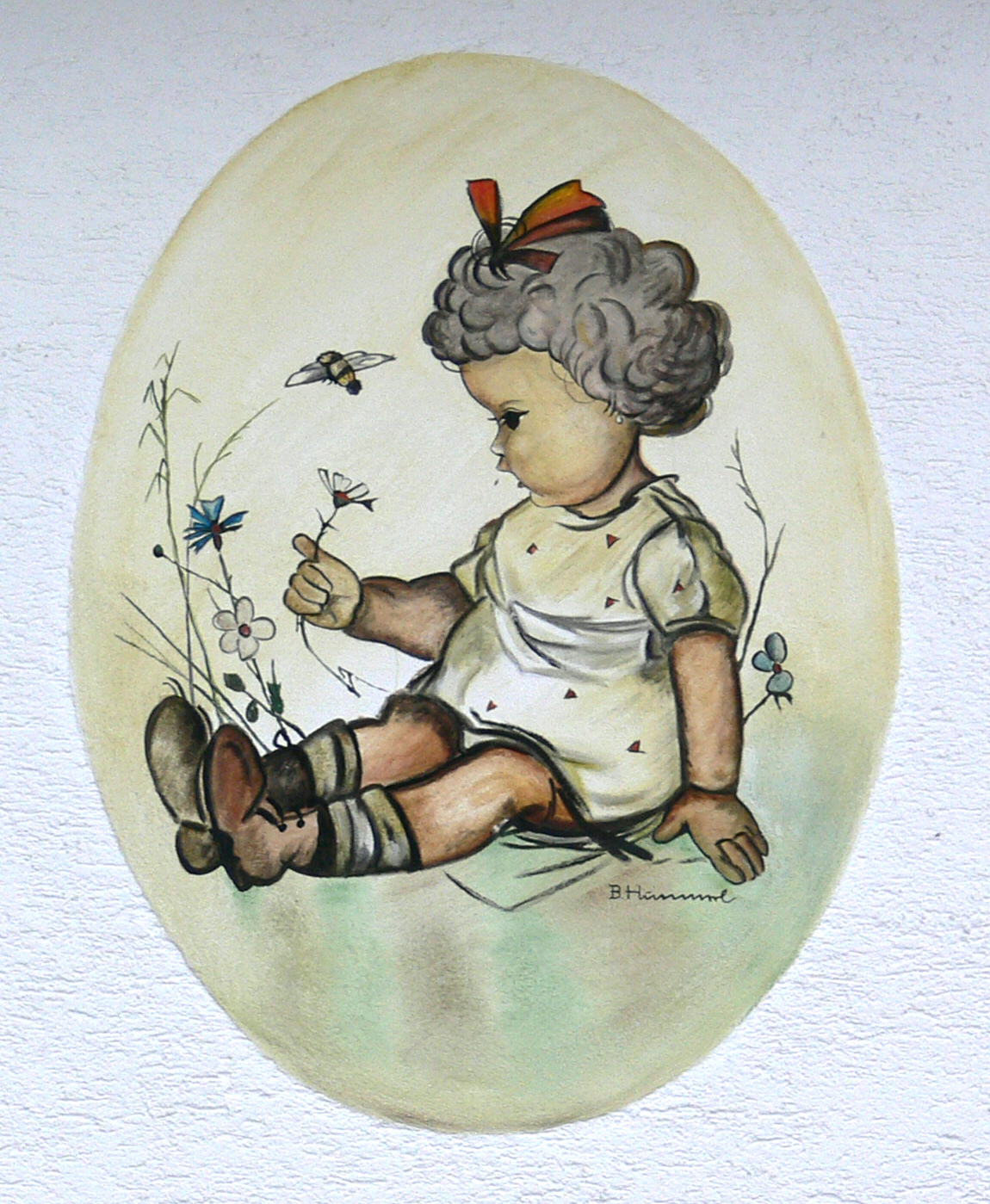
Bad Saulgau, peinture murale à l'extérieur d'une maison d'habitation, d'après un modèle de Maria Innocentia Hummel
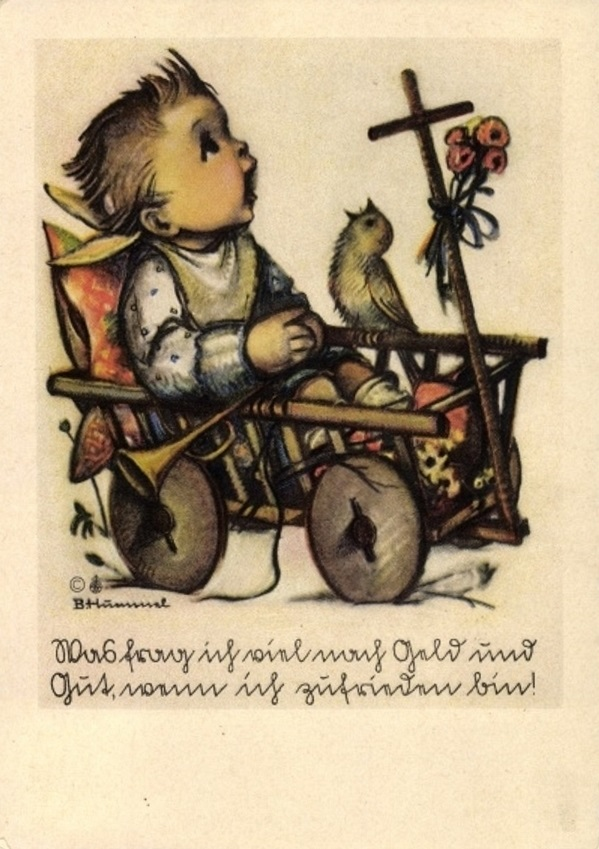
Carte postale  Was frag ich viel nach Geld und Gut, wenn ich zufrieden bin (" Pourquoi demander beaucoup d'argent et de biens quand je suis satisfait")

- Les figurines Hummel

Les
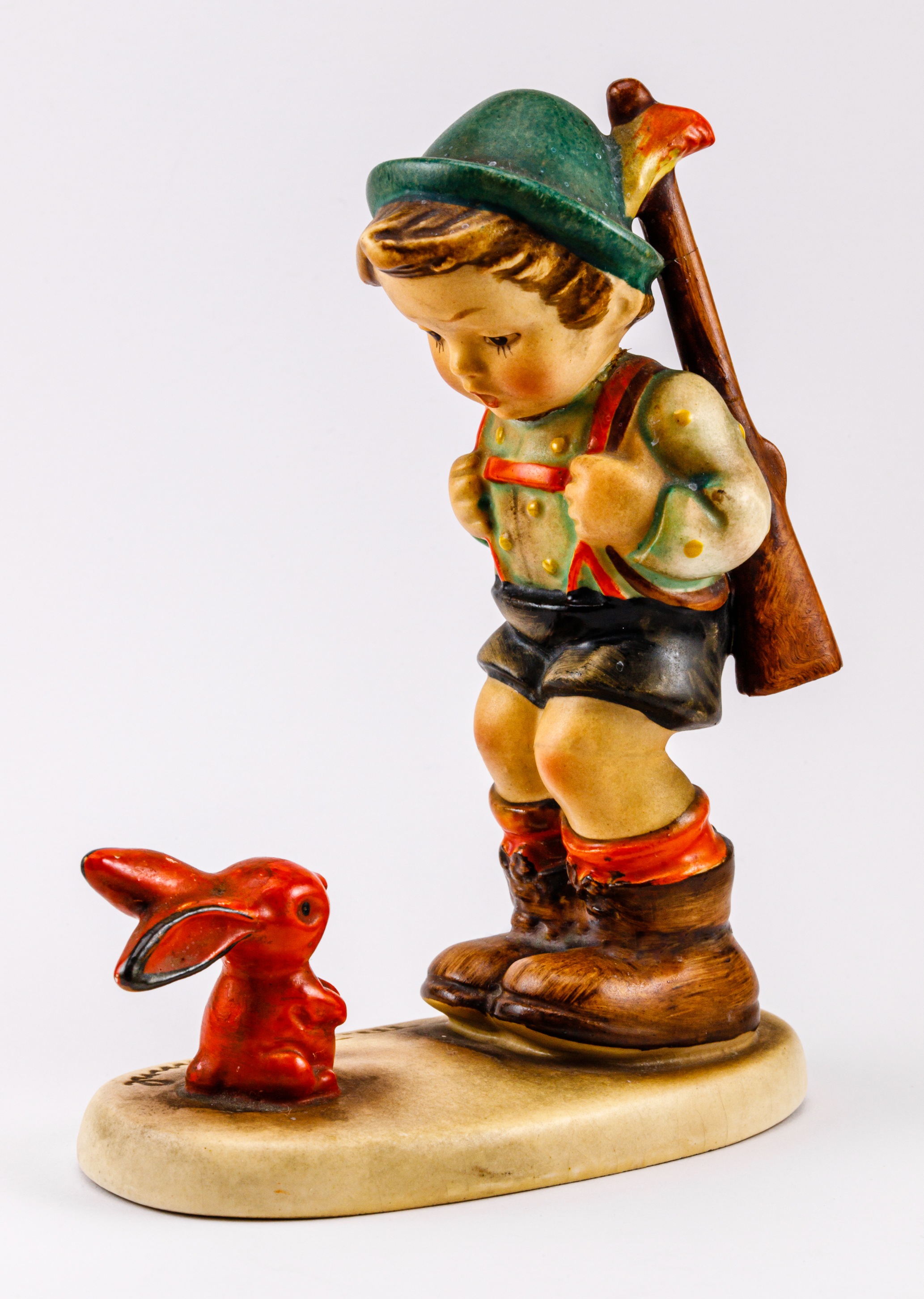
Le Petit Chasseur
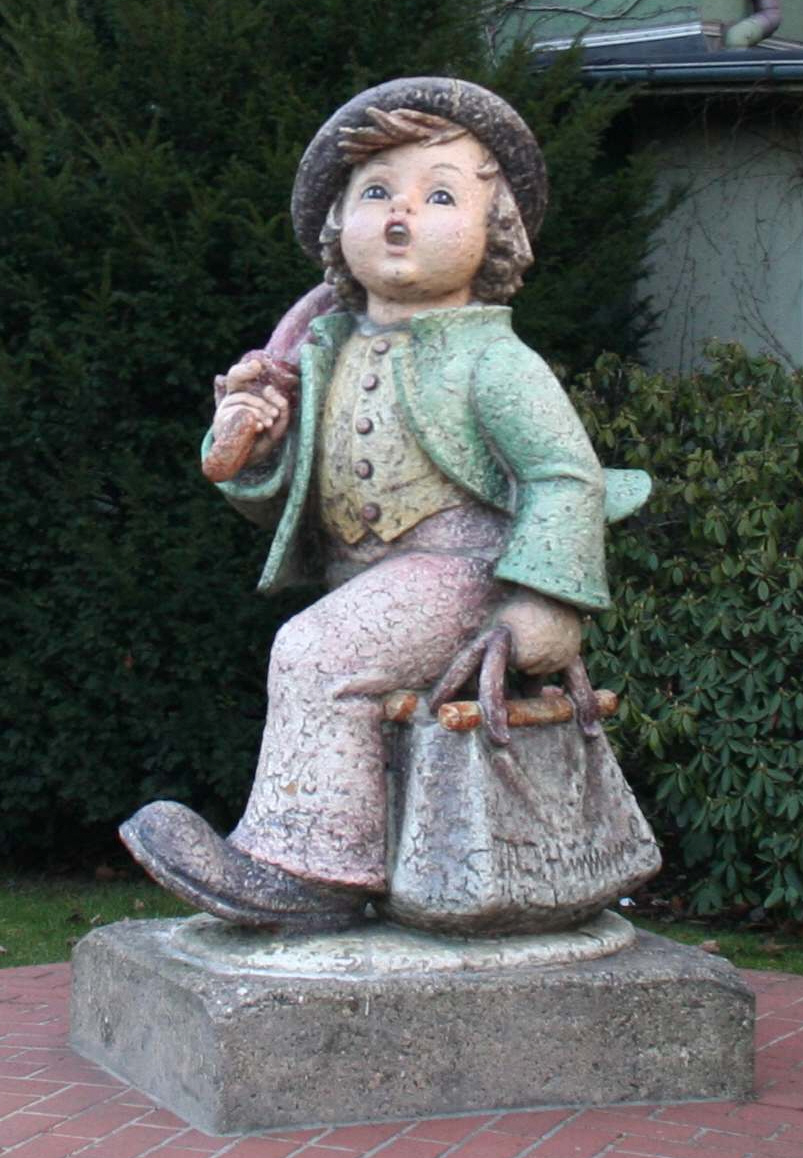
Statue représentant une figurine Hummel devant l'usine de porcelaine W. Goebel à Rödental, arrondissement de Cobourg